# Wolfgang von Hentig
Hermann Wolfgang von Hentig, eigentlich Hermann Wolfgang Hentig (* 18. Mai 1890 in Berlin; † 28. August 1967 in Köln), war ein deutscher Offizier und Wirtschaftsfunktionär.

## Leben und Tätigkeit
Wolfgang von Hentig war der jüngste Sohn vom späteren Politiker von Otto von Hentig, welcher 1901 geadelt wurde, und seiner Frau Maria Dankberg (1866–1943). Seine älteren Brüder waren der spätere Botschafter Werner Otto (1886–1984) und der spätere Kriminologe Hans (1887–1974).
Von 1910 bis 1921 war er aktiver Offizier. Als Teilnehmer des Ersten Weltkriegs wurde er mit diversen Kriegsorden ausgezeichnet. 1921 schied er im Zuge der allgemeinen Abrüstung aus dem Militärdienst als Hauptmann aus. 1937 wurde er zum Major der Reserve befördert.
Ende März 1920 heiratete er Ute Carla Ellen Michalowsky (1901–1995), eine Tochter von Carl Michalowsky, einem Vorstandsmitglied der Deutsche Bank AG. 1920 wurde Tochter Ilse Sybille (23.12.1920–1.4.1945), 1928 wurde ihr Sohn Wolf-Uwe, später Professor, geboren. Wolfgang von Hentig wurde Angestellter im Bankhaus und war ab 1929 Prokurist der Hauptniederlassung der Daimler-Benz AG in Berlin. Von 1930 bis 1933 war er Betriebsleiter des Daimler-Werks in Gaggenau.
Von Hentig war von 1932 bis Kriegsende Mitglied des Vorstandes der Daimler-Benz AG, Leiter der Verbindungsstelle W von Daimler-Benz und Verbindungsmann der Firma zur Reichswehr (seit 1937 mit der Bezeichnung eines Wehrwirtschaftsführers). Zudem saß er im Berlin-Brandenburger Beirat der Deutschen Bank AG und war er Mitglied des Deutschen Herrenklubs.
Der Reichsminister für Volksaufklärung und Propaganda Joseph Goebbels berief Wolfgang von Hentig im Oktober 1933 in den Verwaltungsrat des Werberats der deutschen Wirtschaft.
Ab 1933 war er Direktor des für die militärische Produktion vorgesehenen Werks Marienfelde und baute das Werk kontinuierlich auf. Die Belegschaft stieg von Mitte 1934 bis Ende 1939 von 800 auf über 5.300 Arbeiter. Ebenso folgte der Aufbau einer zweiten Produktionsstätte. In dieser Zeit kam es zu Streitigkeiten zwischen von Hentig und Wilhelm Kissel. Kissel sah die Orientierung des Werkes Marienfelde auf militärische Fahrzeuge als zu starkes Entgegenkommens von Hentigs an das NS-Regime und wollte eher zurückhaltender agieren. Von Hentig nutze aber seine Berliner Kontakte aus und konnte die militärische Fertigung stärken. Dies führte zu weiteren Reibereien zwischen den beiden Vorstandsmitgliedern. Also 1938/39 die Produktionszahlen im Werk Marienfelde trotz optimistischer Prognose von Hentig, bekräftigte Kissel seine Kritik an von Hentig.
Am 31. Mai 1940 beantragte Hentig auf Vorschlag von Carl Eduard Herzog von Sachsen-Coburg die Aufnahme in die NSDAP und wurde zum 1. Juli desselben Jahres aufgenommen (Mitgliedsnummer 8.156.652). Dem Nationalsozialistischen Kraftfahrerkorps (NSKK) gehörte er bereits seit 1935 an, zuletzt mit dem Rang eines NSKK-Oberführers und Oberstführer z. b. V. Vom britischen Historiker Neil Gregor wird er als eingefleischter Nationalsozialist beschrieben. Im April 1944 äußerte sich von Hentig als Betriebsführer des Werkes Marienfelde in einem Brief an den Leiter des Technischen Amtes im Rüstungsministeriums, Karl-Otto Saur, abfällig über den Einsatz von 50 französischen Kriegsgefangenen im Werk. Diese „Elemente“ hätten im Werk nichts verloren und sollte sofort entfernt werden. Bis 1948 war er bei Daimler-Benz in Berlin beschäftigt.
Hentig starb im Alter von 77 Jahren in seiner Wohnung in Köln-Marienburg. Er war verwitwet von Verena geborene Bursy, die er 1951 nach seiner Scheidung von seiner ersten Frau Ute in Berlin geheiratet hatte.